# 寂照寺 (孝义市)
寂照寺是一座明、清古建筑，位于中华人民共和国山西省吕梁市孝义市高阳镇三多村，是山西省文物保护单位之一。
寂照寺是一座主要由无梁殿和窑洞构成的寺庙，坐北朝南，前后两进。前院的天王殿为清代木建筑，三开间。后院的大雄宝殿是一座无梁殿，三开间硬山顶，立于台基上，殿前有一对绿色琉璃塔，五层八角。前后两院的东西厢房均为元代的窑洞。
2016年6月6日，寂照寺公布为第五批山西省文物保护单位。